# Чылбыр
Чылбыр (тур. Çılbır) — турецкое блюдо из яиц, напоминающее яйцо пашот. Готовится с йогуртом, часто с добавлением чеснока.
Существуют письменные источники, подтверждающие, что чылбыр ели османские султаны ещё в XV веке. Сейчас блюдо принято подавать с топлёным маслом, пропитанным алеппским перцем, который можно заменить паприкой.
В балканских странах, таких как Босния и Герцеговина, Черногория и Сербия, турецкое слово çılbır трансформировалось в чимбур (čimbur), и также относится к блюду из яиц.
В Боснии, особенно городе Зеница, есть традиция проводить по случаю первого дня весны фестиваль Чимбуриджада (Chimburijada). В ходе него жители встречают рассвет на берегу реки и готовят чимбур из яиц, каймака и лука. Яйцо как символ зарождения новой жизни запекается в больших мисках — по сотни штук в одной миске. Таким образом жители Зеницы приветствуют весну, рождение новой жизни, возрождение природы.
Почти идентичное блюдо «яйца по-панагюрски» есть в Болгарии.